# Trigueros del Valle
Trigueros del Valle község Spanyolországban, Valladolid tartományban.  Lakosainak száma 314 fő (2024).

## Népesség
A település népessége az utóbbi években az alábbiak szerint változott:
| Lakosok száma | 295  | 336  | 340  | 351  | 333  | 313  | 296  | 314  | 312  | 314  |
|               | 2001 | 2004 | 2007 | 2009 | 2012 | 2014 | 2017 | 2019 | 2022 | 2024 |